# 内乌斯·蒙特
内乌斯·蒙特·费尔南德斯（1970年11月13日—），加泰罗尼亚政治人物，巴塞罗那人；巴塞罗那大学法律学士、庞培法布拉大学（Pompeu Fabra University）公共法律及行政组织硕士。
蒙特曾为加泰罗尼亚工人总工会（UGT）担任律师，1996年至1999年担任公共服务联合会全国执行委员会成员。1999年到2002年间，蒙特担任教育处首席工作人员；2002年当选加泰罗尼亚议员，次年离任，回到工會担任劳动及教育秘书、机构政策秘书。2012年起，蒙特担任加泰罗尼亚自治区政府社会福利及家庭事务处长，2015年至2016年担任加泰罗尼亚自治区副主席。